# Olympische Sommerspiele 1912/Teilnehmer (Serbien)
| Gelbes Symbol für Goldmedaillen mit stilisierten Olympischen Ringen | Graues Symbol für Silbermedaillen mit stilisierten Olympischen Ringen | Braundes Symbol für Bronzemedaillen mit stilisierten Olympischen Ringen |
| ------------------------------------------------------------------- | --------------------------------------------------------------------- | ----------------------------------------------------------------------- |
| —                                                                   | —                                                                     | —                                                                       |

Das Königreich Serbien nahm erstmals 1912 an Olympischen Spielen teil. Das Königreich wurde in Stockholm durch zwei Leichtathleten vertreten. Beide blieben ohne Medaille.
Bei den Spielen 1920 war Serbien bereits ein Teil Jugoslawiens. Nach dem Zerfall Jugoslawiens und der Auflösung des Staatenbundes mit Montenegro gab es erst bei den Sommerspielen 2008 wieder eine Mannschaft unter serbischer Flagge.

## Teilnehmer nach Sportarten

### Leichtathletik
- Dušan Milošević
100 Meter: Vorrunde

- Dragutin Tomašević
Marathon: DNF